# Opel Commodore C
L'Opel Commodore C est une voiture de tourisme de la catégorie grande routière d'Adam Opel AG, qui appartenait à l'époque au groupe automobile américain General Motors (GM), et elle a été introduite en août 1977 en tant que successeur de l'Opel Commodore B. Pour la première fois, ce modèle était également disponible en break («Voyage»). En Grande-Bretagne, la Commodore C était proposée en tant que Vauxhall Viceroy.
Jusqu'au lifting d'octobre 1982, la Commodore C était située entre l'Opel Rekord E et l'Opel Senator A. Apparemment, le segment était devenu trop étroit pour sa propre gamme de modèles, puisque la Senator était également disponible avec le moteur de 2,5 litres à partir de 1982.

## Historique du modèle

### Général

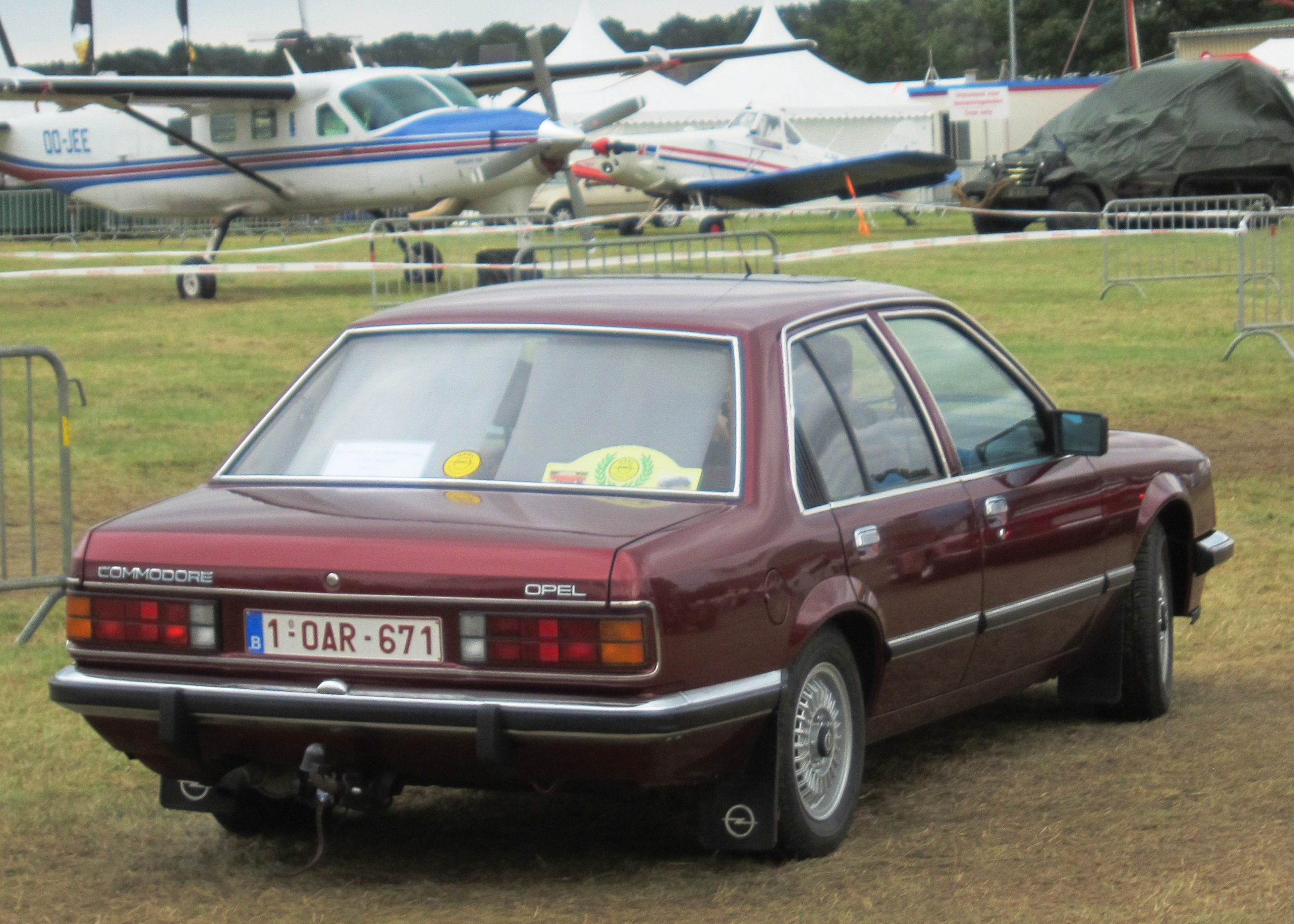
Vue arrière

Bien que présentée au Salon de l'automobile de Francfort en 1977, la Commodore C n'a été introduite qu'en octobre 1978 en tant que berline tricorps deux et quatre portes. Elle possédait la longue partie avant de l'Opel Senator et le moteur six cylindres de 2,5 litres de sa prédécesseur.
À partir de septembre 1980, une transmission surmultipliée a été installée, dans laquelle la cinquième vitesse pouvait être enclenchée électriquement (via le levier sur la colonne de direction). Une transmission automatique à 3 vitesses était également disponible en option.
À partir de mai 1981, le moteur était également disponible avec un système d'injection L-Jetronic et 130 ch. Ce moteur a également été utilisé dans les Senator et Monza (avec cependant 136 ch ici) pour compléter la gamme (le moteur 2.5 E remplace le moteur 2.8 S dans les Senator et Monza). La Commodore C avait le simple essieu rigide et, à partir du montant A, la carrosserie de l'Opel Rekord E1, mais au lieu des liaisons de roue à 4 trous de la Rekord, les liaisons à 5 trous et le système de frein à disque ventilé par l'intérieur de la Senator/Monza (uniquement sur l'essieu avant) étaient utilisés en combinaison avec le frein à tambour de la Commodore B 2.5 S.
La Commodore était disponible avec de nombreuses fonctionnalités spéciales telles qu'un régulateur de vitesse, des sièges chauffants, des vitres électriques, des rétroviseurs électriques, la climatisation, avec comme particularité une climatisation en association avec un toit coulissant en acier et un élévateur de niveau pneumatique.
La variante deux portes, difficile à vendre, est retirée de la gamme en juin 1981. Une luxueuse variante break Voyage est apparue en avril 1981. Cependant, seuls 3 440 exemplaires ont été produits en 16 mois, faisant du Commodore Voyage l'une des voitures produites en série les plus rares.

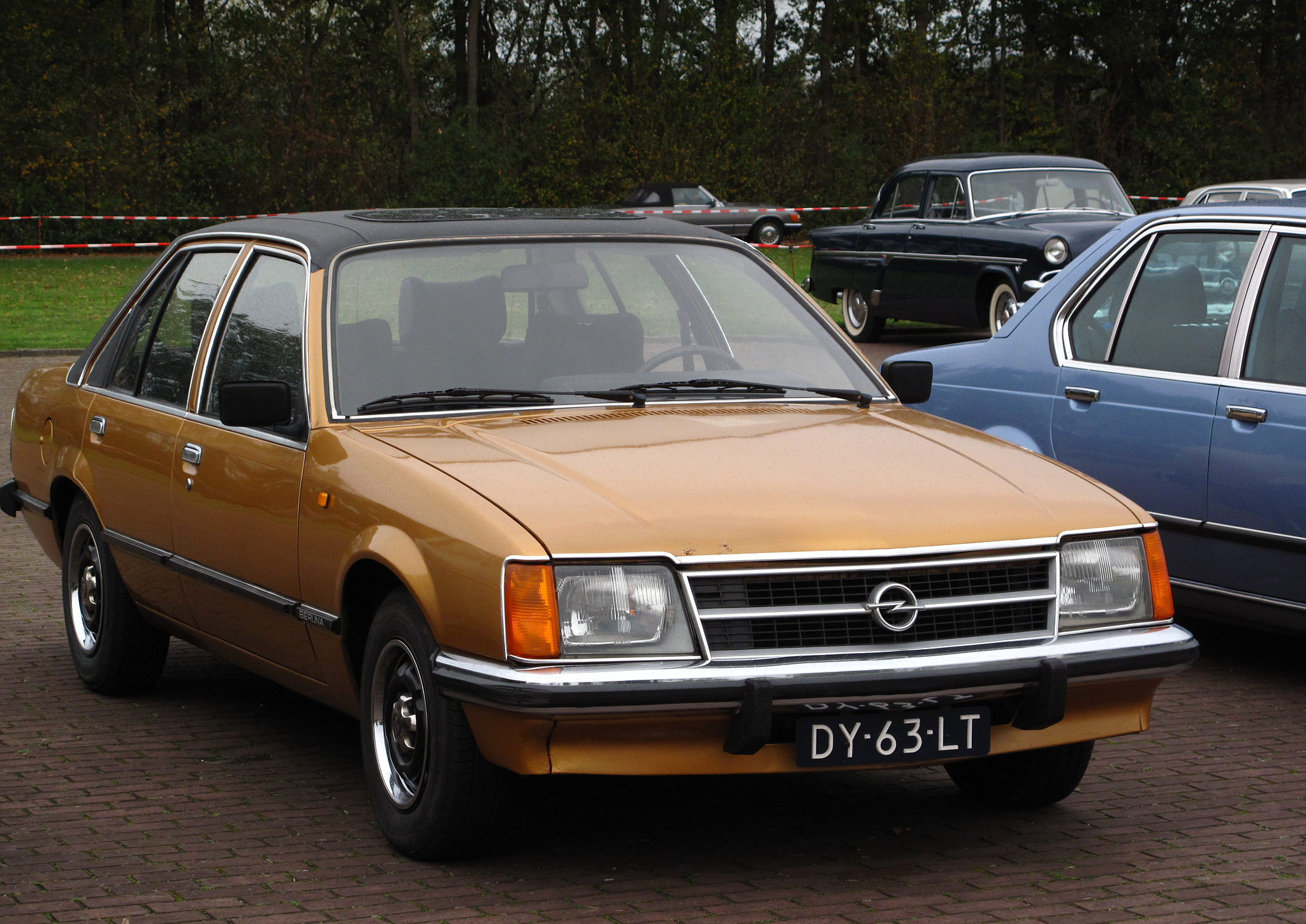
Opel Commodore 2.5 S
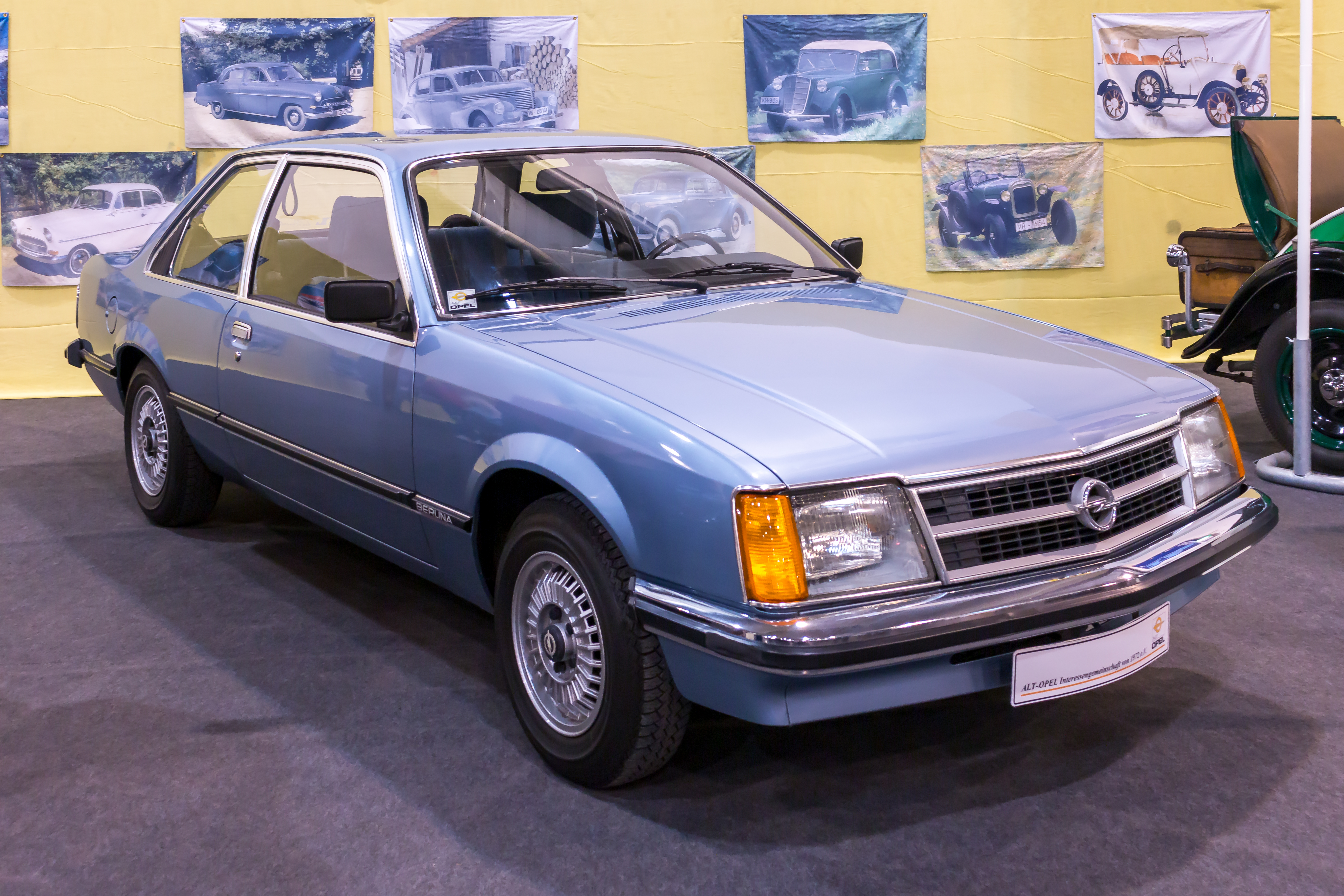
Opel Commodore deux portes (1978–1981)
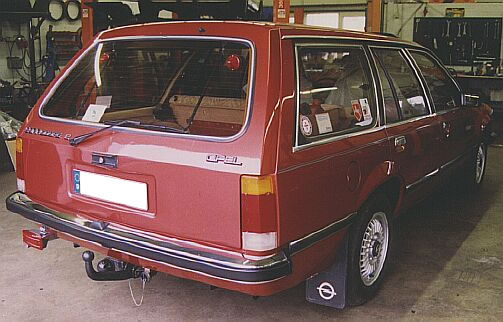
Opel Commodore Voyage (1981–1982)
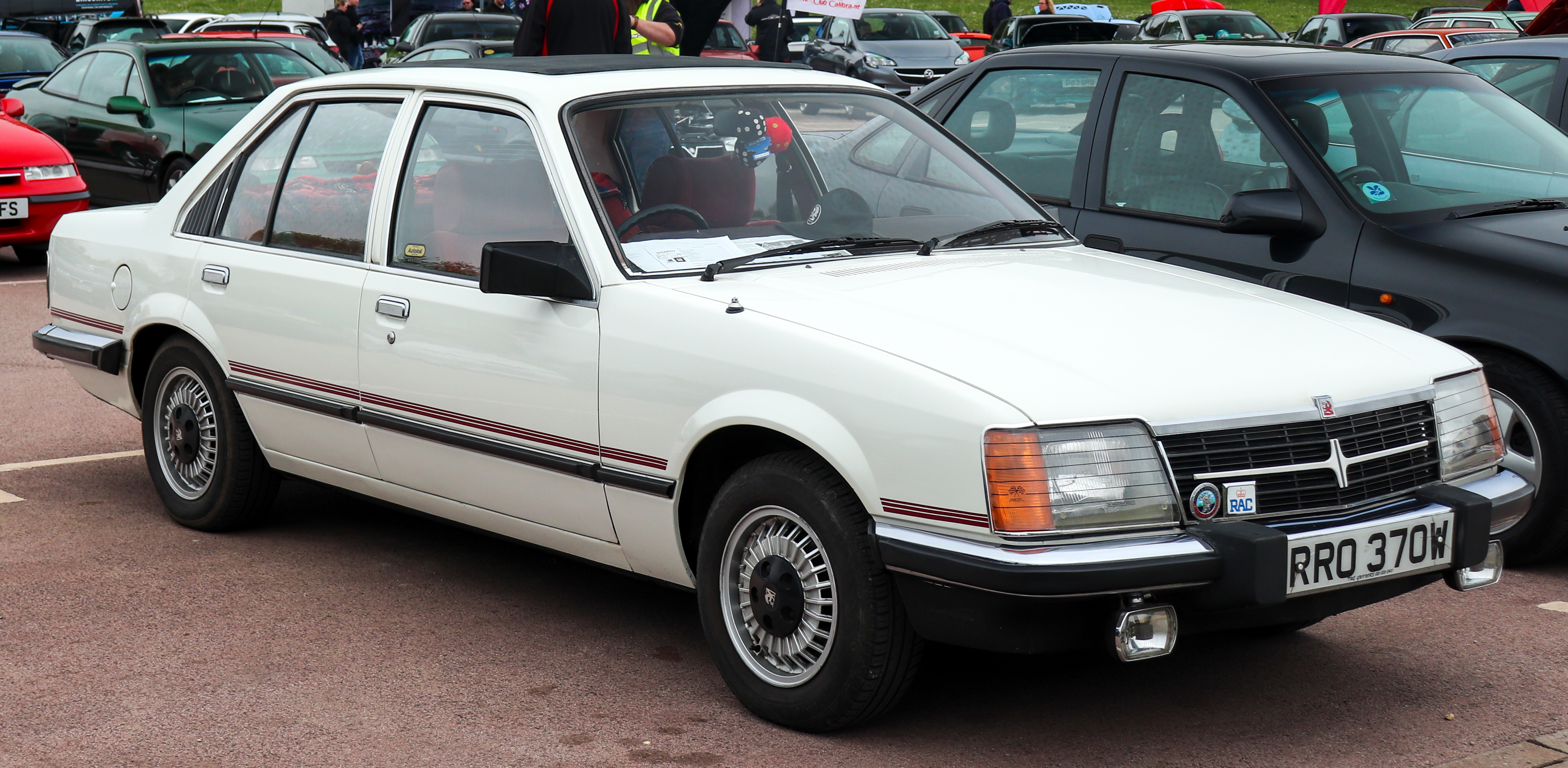
Vauxhall Viceroy avec conduite à droite (1978–1982)
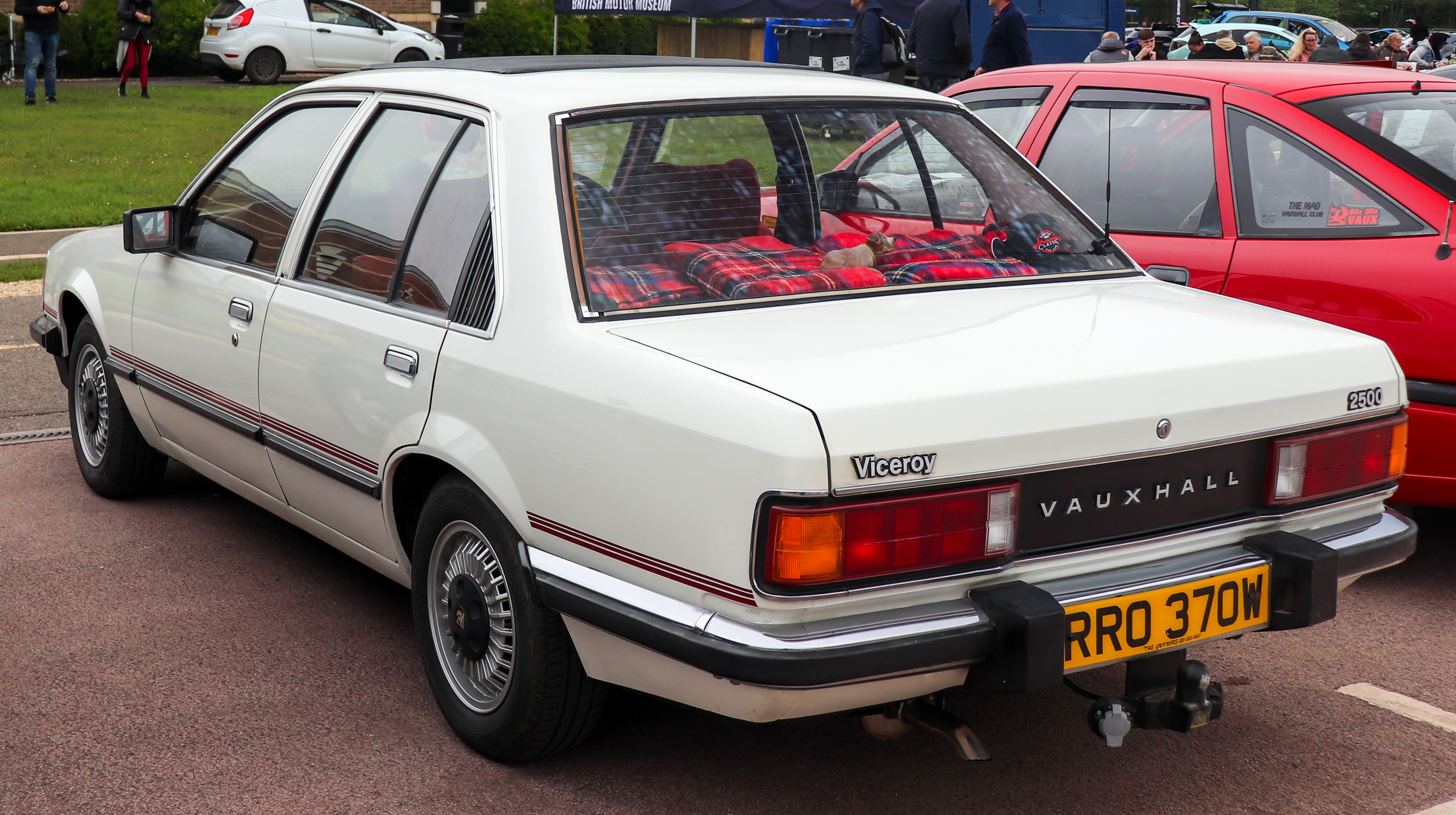
Vauxhall Viceroy, vue arrière (1978–1982)
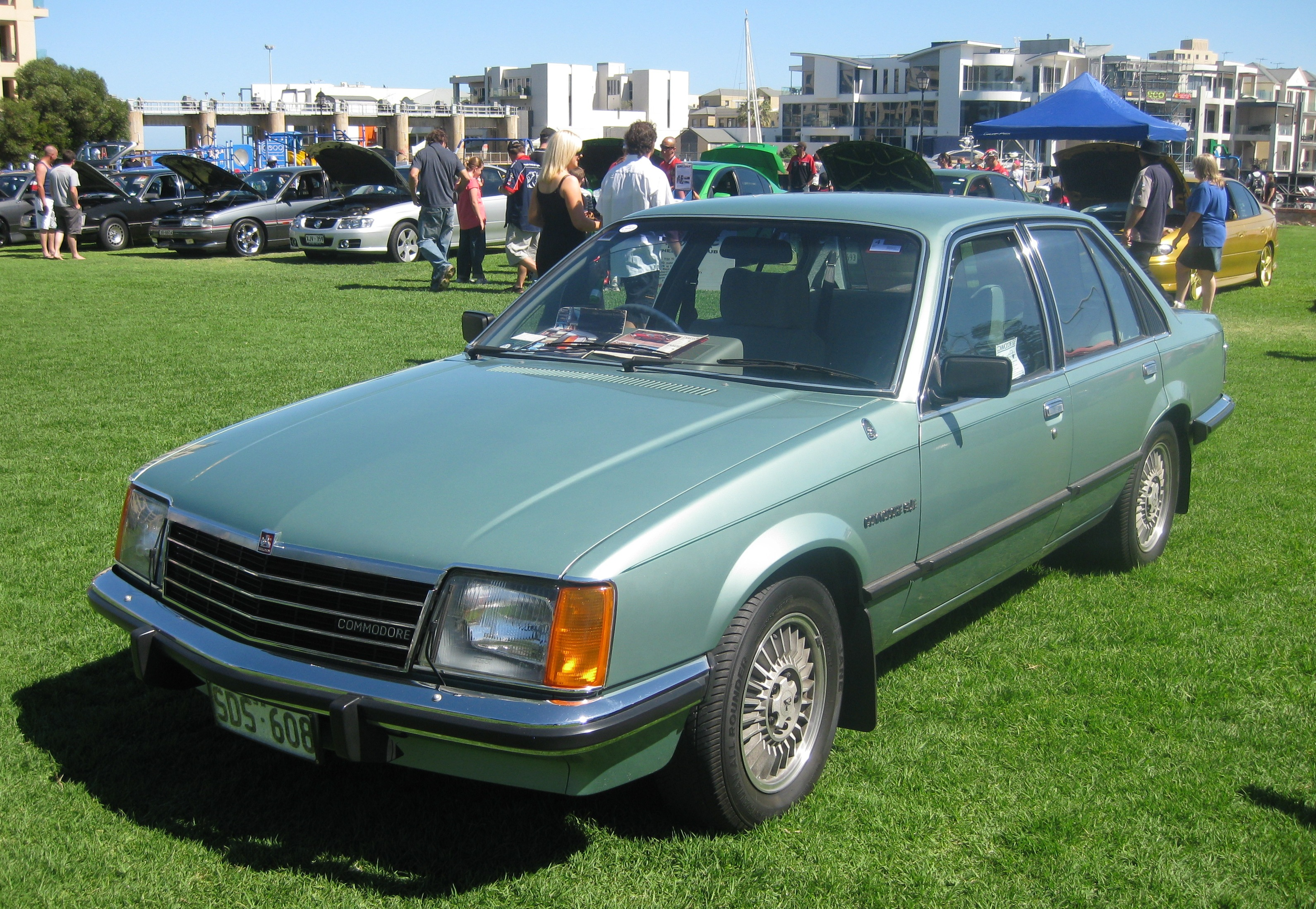
Holden Commodore VB SL

En août 1982, la production de la Commodore fut interrompue. Le segment de marché entre Senator et Rekord était devenu trop étroit, cette gamme de modèles est donc restée sans successeur. Opel craignait également une concurrence interne entre la Rekord 2.0 E et la Commodore 2.5 S ainsi qu'entre la Commodore 2.5 E et la Senator 2.5 E. Cependant, du printemps 1983 jusqu'à fin 1989, il y avait une «Commodore C2» en Afrique du Sud, avec l'avant de la Senator A2 et l'arrière de la Rekord E2.
Au total, 80 820 exemplaires de la Commodore C ont été fabriquées entre août 1978 et août 1982.